# Фурсівська сільська рада
Фурсівська сільська рада — орган місцевого самоврядування у Білоцерківському районі Київської області з адміністративним центром у с. Фурси.

## Загальні відомості
Історична дата утворення: в 1920 році. Водоймища на території, підпорядкованій даній раді: річка Кам'янка.
Відповідно до статей 2, 4, 6, 7 Закону України «Про добровільне об’єднання територіальних громад», враховуючи висновок Київської обласної державної адміністрації щодо відповідності проєкту рішення про добровільне об’єднання територіальних громад Конституції та законам України, затверджений розпорядженням голови Київської обласної державної адміністрації №388 від 27 липня 2017 року, Фурсівська сільська рада за рішенням №24-457 від 02 серпня 2017 року об’єдналася з територіальними громадами села Матюші Матюшівської сільської ради Білоцерківського району, села Трушки Трушківської сільської ради Білоцерківського району, сіл Пищики й Безугляки Пищиківської сільської ради Сквирського району у Фурсівську об'єднану територіальну громаду з адміністративним центром у селі Фурси.

## Населені пункти
Сільській раді підпорядковані населені пункти Білоцерківського району:
- с. Матюші
- с. Трушки
- с. Фурси
- с. Чмирівка;
- с. Яблунівка;
- с. Мала Сквирка;
- с. Великополовецьке;
- с. Мала Михайлівка;
- с. Андріївка;
- с. Пищики,
- с. Безугляки

## Склад ради
Рада складалася з 22 депутатів, а після утворення Об'єднаної територіальної громади — з 22 депутатів та голови.

### Керівний склад ради
| ПІБ                        | Основні відомості                                                 | Дата обрання | Дата звільнення |
| -------------------------- | ----------------------------------------------------------------- | ------------ | --------------- |
| Шаравара Сергій Васильович | Сільський голова, 1982 року народження, вища освіта, безпартійний |              |                 |

Примітка: таблиця складена за даними джерела